# Tales from the Hollywood Hills: Pat Hobby Teamed with Genius
Tales from the Hollywood Hills: Pat Hobby Teamed with Genius è un film per la televisione del 1987 diretto da Rob Thompson.
È un film drammatico statunitense con Christopher Lloyd (nel ruolo dello sceneggiatore sfortunato Pat Hobby), Colin Firth e John Finnegan. È basato su tre storie contenute nella raccolta di racconti brevi intitolata I racconti di Pat Hobby (The Pat Hobby Stories) di F. Scott Fitzgerald (le cui storie avevano ispirato anche i film per la televisione Tales from the Hollywood Hills: Golden Land, Tales from the Hollywood Hills: A Table at Ciro's e Tales from the Hollywood Hills: Closed Set).

## Produzione
Il film, diretto da Rob Thompson su una sceneggiatura di Rob Thompson con il soggetto di F. Scott Fitzgerald (autore dei romanzi), fu prodotto da Michael D. Pariser,Mary Margaret Amato per la

## Distribuzione
Il film fu trasmesso negli Stati Uniti il 20 novembre 1987  sulla PBS.